# Хармоници (електричество)
Хармониците са електрически напрежения и токове, които се създават в електрическите вериги като резултат от определени електрически товари (кондензатори или бобини) свързани към тях. Хармоничните честоти в захранващите мрежи са честа причина за проблеми с качеството на захранването.

## Ефекти
Един от основните ефекти на хармониците е увеличаването на тока в системата. Това по-специално се наблюдава при третия хармоник, който предизвиква остро увеличение в нулевата фаза на синусоидата на тока и следователно увеличава тока в неутралния (нулевия) проводник. Този ефект е от значение при създаването на електрически системи с нелинеен товар.
Освен увеличаването на тока в системата хармониците могат да повлияят на различно електрическо оборудване в системата.
При електрическите мотори се наблюдават загуби от хистерезис породени от токовете образувани в желязното ядро на мотора (токове на Фуко). Те са пропорционални на честотата на тока. Понеже хармониците са при по-високи честоти, те пораждат повече загуби в ядрото на мотора отколкото честотата на захранването. Това създава по-висока температура в мотора, която може да намали живота му. Петият хармоник поражда срещуположна електродвижеща сила в по-големите мотори, която действа срещуположно на посоката на ротацията на ротора. Тази електродвижеща сила не е достатъчна да спре или смени посоката на въртене, но влияе на оборотите на мотора.